# Вансецкий, Павел Фёдорович
Павел Фёдорович Вансецкий (1915 год, Екатеринодар — 27 марта 1944 года, Николаев) — Герой Советского Союза, автоматчик 384-го отдельного батальона морской пехоты Одесской военно-морской базы Черноморского флота, старшина второй статьи.

## Биография
Павел Фёдорович родился в 1915 году в Екатеринодаре (ныне Краснодар) в семье рабочих. По национальности русский, по другим данным, белорус. После окончания семилетней школы поступил токарем на один из екатеринодарских заводов.
В 1938 году был призван в ряды Красной Армии, срочную службу проходил на лидере эскадренных миноносцев «Ташкент» Черноморского флота.
Участие в Великой Отечественной войне принимал на сухопутном фронте в составе морской пехоты. Принимал участие в обороне Севастополя, боях на «Малой земле».
В апреле 1943 года Вансецкий был зачислен в 384-й отдельный батальон морской пехоты Черноморского флота, и осенью того же года участвовал в десантных операциях по освобождению Таганрога, Мариуполя и Осипенко. За отличие в этих боях был награждён медалью «За боевые заслуги».
Участвовал также в боях на Кинбурнской косе, освобождении посёлков Херсонской области Александровка, Богоявленское (ныне Октябрьский) и Широкая Балка.
Во второй половине марта 1944 года вошёл в состав десантной группы под командованием старшего лейтенанта Константина Фёдоровича Ольшанского. Задачей десанта было облегчение фронтального удара советских войск в ходе освобождения города Николаева, являвшегося частью Одесской операции. После высадки в морском порту Николаева отряд в течение двух суток отбил 18 атак противника, уничтожив около 700 гитлеровцев. В этих боях погибли почти все десантники, в том числе и старшина 2-й статьи П. Ф. Вансецкий.
Указом Президиума Верховного Совета СССР от 20 апреля 1945 года за образцовое выполнение боевых заданий командования на фронте борьбы с немецкими захватчиками и проявленные при этом отвагу и геройство старшине 2-й статьи Вансецкому Павлу Фёдоровичу было присвоено звание Героя Советского Союза (посмертно).

## Награды
- Золотая Звезда Героя Советского Союза (посмертно)
- орден Ленина
- медаль «За боевые заслуги»

## Память
- Похоронен в братской могиле в городе Николаеве (Украина) в сквере 68-ми десантников.
- Там же в честь Героев открыт Народный музей боевой славы моряков-десантников, воздвигнут памятник.